# Chamyla affinis
Chamyla affinis är en fjärilsart som beskrevs av Max Wilhelm Karl Draudt 1935. Chamyla affinis ingår i släktet Chamyla och familjen nattflyn. Inga underarter finns listade i Catalogue of Life.